# Gusl yinabat
El Gusl Yinabat  (en árabe: الغسل الجنابت‎, romanizado: El Gusl Yinabat-Jinabat) es el estado de impureza ritual causado por la descarga de semen o por el coito sexual; y la persona en la cual el Gusl Yinabat es obligatorio se conoce como Yunub.
Quien es Yunub no puede rezar antes del Gusl Yinabat.

## El Gusl Yinabat en el Corán
En el Corán se ha prohibido acercar el Rezo estando impuro (Yunub):

 ¡Creyentes! No os acerquéis al Rezo cuando estén impuros (Yunub) hasta que os hayáis lavado. 
Corán 4:43.

  ¡Creyentes! Cuando os dispongáis a hacer el Rezo. ... si estáis en estado de impureza legal (Yunub), purificaos
Corán 5:6.

## Causas del Gusl Yinabat
Hay dos causas del Yinabat:

### Expulsión de semen
La primera causa es expulsión de semen, no importa si dicha expulsa ocurre mientras se está despierto o dormido, si es leve o profusa, intencional o no, lícita o ilícita (ej. masturbación). En todos los casos, el Gusl Yinabat es obligatorio  (wayib) .
Si un hombre despide algún líquido y no sabe si es semen, debe observar los tres signos siguientes: 
1. Emisión con pasión;
2. Descarga en chorro;
3. Sentirse relajado después de la descarga.

Si se presentan los tres signos juntos, debería considerar el líquido como semen; de lo contrario, no.
Si una mujer despide alguna secreción, es preventivamente obligatorio hacer el Gusl Yinabat si salió con pasión sexual y se sintió relajada después. Pero si la secreción salió sin pasión sexual o sin el sentimiento de relajación después de la emisión, no se considera Najis (ritualmente impuro), así que no es obligatorio el Gusl Yinabat.

### Coito sexual
La segunda causa es coito sexual, no importa si el coito es lícito o ilícito, con o sin descarga de semen. En las leyes islámicas, el coito sexual se define como la penetración del glande en la vagina o el ano de la mujer. Esto significa que para que el Gusl Yinabat sea obligatorio, no es necesaria la penetración completa o la descarga de semen. En el caso de las relaciones sexuales, el Gusl Yinabat es obligiatorio tanto para el hombre como para la mujer.

## Cosas prohibidas para un Yunub
Hay ciertas cosas en el islam que son tan sagradas que un musulmán no puede tocarlas ni acercarse a ellas hasta no estar ritualmente puro y limpio. 
Los actos siguientes son Haram (prohibidos) para el Yunub antes de realizar el Gusl.
- Tocar la escritura del Corán o el nombre de Dios con cualquier parte de su cuerpo…
- Entrar a la Masyidul-harám (la mezquita sagrada, en La Meca) o en la Mezquita del Profeta en la Ciudad de Medina, aunque sólo entre por una puerta y salga por otra (sin detenerse en ellas).
- Detenerse en cualquier mezquita así como, según precaución obligatoria, ingresar al santuario de cualquiera de los Imames de Chiitas. Pero si sólo fuese de pasada, entrando y saliendo sin detenerse, en este caso no está prohibido.
- Entrar en una mezquita para dejar o sacar algo.
- Recitar las aleyas del Corán en las cuales la Sajdah (postración) es Obligatorio. Ellas son: aleya 15 de la Sura 32; aleya 15 de la Sura 41; aleya 62 de la Sura 53; y aleya 19 de la Sura 96. Es mejor no recitar ni siquiera una aleya de estos capítulos.[2]

## Los métodos de realización del Gusl Yinabat
Hay dos métodos para realizar el Gusl Yinabat: 
1. El Gusl ordinal (Al-Tartibi);
2. El Gusl inmersión (Al-Irtimasi).[5]

### El Gusl ordinal
El Gusl por ordinal se realiza de la siguiente manera: Poner en primera instancia la intención, lavar primero la cabeza y el cuello, luego la parte derecha del cuerpo y después la parte izquierda.

### El Gusl inmersión
El Gusl inmersión por inmersión se realiza tras la intención de ello; sumergiendo todo el cuerpo en el agua, por ejemplo, en una piscina, en una pileta o en una cascada. Sin embargo; es imposible hacer inmersión por inmersión debajo de una ducha.